# 王憲 (北魏)
王憲（378年—466年）。表字显则，北海郡劇县人，北魏政治人物。

## 生平
前秦丞相王猛的孙子，河東郡太守王休之子。幼年丧父，随伯父王永到鄴城。苻丕即皇帝位，任命王永为前秦丞相。王永被慕容永殺害，王憲逃到清河，藏在民家。皇始年間，北魏道武帝军至趙郡高邑县，王憲归顺北魏。道武帝会见王憲，说：「此王猛孙也」，将他厚待礼遇，任本州中正，兼選曹事、掌門下。魏太武帝即位，代行廷尉卿。任上谷郡太守，加中垒将軍之位，爵位为高唐子。历任外都大官、中都大官。進封劇县侯，加龍驤将軍之位。出任并州刺史，加安南将軍之位，進爵北海公。王憲回到平城，以元老厚待。466年，王憲去世。享年八十九岁。追贈镇南将軍、青州刺史，谥号康。

## 子
- 王崇（嗣位，早逝）
- 王嶷（字道長，官至镇西将軍、秦州刺史，華山公，内都大官）

## 延伸阅读
[在维基数据编辑]
 《魏書·卷33》，出自魏收《魏书》
 《北史/卷024》，出自李延壽《北史》